# Saeed Malekpour
Saeed Malekpour, né en mai 1975, est un développeur iranien condamné à mort pour l’utilisation frauduleuse de son logiciel de partage de photos.  Sa condamnation a ensuite été commuée en peine d’emprisonnement à perpétuité. 
Le 2 août 2019, Saeed Malekpour est revenu au Canada dans des circonstances non révélées. 